# Bulbophyllum mangenotii
Bulbophyllum mangenotii är en orkidéart som beskrevs av Jean Marie Bosser. Bulbophyllum mangenotii ingår i släktet Bulbophyllum och familjen orkidéer. Inga underarter finns listade i Catalogue of Life.